# Mutaki
Mutaki (azer. mütəkkə) – ciastka nadziewane rodzynkami i orzechami charakterystyczne dla kuchni azerskiej. Narodowy deser Azerbejdżanu.
Nazwa wywodzi się od tradycyjnego azerskiego zagłówka „mütəkkə”, który przypomina kształtem.
Ciasto sporządza się ze zmieszanych na gładką masę: masła, mąki, żółtek i kwaśnej śmietany. Odstawia się je na noc do lodówki, a z prażonych uprzednio na patelni orzechów włoskich lub migdałów wymieszanych z cukrem przygotowuje się nadzienie, które przyprawia się kardamonem. Całość formuje się na kształt rożków (cygar). Po upieczeniu posypuje się je cukrem pudrem.